# LILY OF DA VALLEY
『LILY OF DA VALLEY』（リリー・オブ・ダ・ヴァレイ）は、Dragon Ashの4枚目のアルバム。2001年3月14日にビクターエンタテインメント / HAPPY HOUSEからリリースされた。

## 概要
「ロックとヒップホップの融合」コンセプトが色濃く現れた新作。本作は2000年7月12日リリースの8thシングル「Summer Tribe」は未収録。テレビCMにはMr.マリックが起用された。
『25 - A Tribute To Dragon Ash -』では10-FEETが「百合の咲く場所で」をカバーしている。

## 収録曲
- 作詞・作曲：降谷建志（特記以外）
- 編曲：Dragon Ash

1. Intro （1:06）
2. 21st Century Riot （2:35）
  - 1曲目「Intro」をサンプリングした楽曲
3. Glory （4:59）
4. Amploud （4:16）
  - 9thシングル「Lily's e.p.」収録
5. Bring It （4:32）
6. Sunset Beach （5:22）
  - BOTSが初めてDragon Ashの曲でKjを評価した曲
7. My Friends' Anthem （3:09）
8. 百合の咲く場所で （3:54）
  - ライブの定番曲で巨大なサークルモッシュを生み出す
9. Aim High （3:40）
10. Revolater （3:24）
  - ドラムンベースが印象的なナンバー。
  - 後に総合格闘技団体DREAMにおいて使用される。
11. Deep Impact feat.Rappagariya （4:31）
  - 作詞：Q・降谷建志・山田マン
  - 7枚目のシングル。ラッパ我リヤが参加。
12. 静かな日々の階段を（4:29）
  - 9thシングル「Lily's e.p.」収録。
  - 映画「バトル・ロワイアル」主題歌
  - SONY「MDウォークマン」CMソング
13. Lily of da Valley （5:53）
14. Outro （1:17）（※通常盤＝22：07）
15. Episode 2 feat. SHUN,SHIGEO （Album ver.） （4:08）
  - ※初回プレス盤のみボーナス・トラック
  - 作詞：SHUN
  - 8thシングル「Summer Tribe」収録。
  - スケボーキングSHUN・SHIGEO参加。
16. 花言葉 （8:45）
  - 隠しトラック。ドラム桜井誠の寸劇も収録。
  - ギターのHIROKIが初めて収録に参加した曲。

## 演奏
- 恐山 (ASATO & MEGU)：Backing Vocals (#12)
- 飛澤正人：Programming